# ルバ語
ルバ語（チルバ語、キルバ語、Tshiluba,Cilubà）は、ニジェール・コンゴ語族のバントゥー語群に属する言語である。コンゴ民主共和国に話者がおり、国民の言語の一つとして認められている。ルバ族の人々が話している言語である。

## 言語名別称
- ルバ＝ルルア語
- ルバ＝カサイ語
- チルバ語
- Luba-Lulua
- Luba-Kasai
- CiLuba
- Tshiluba
- Western Luba
- Luva
- Luba